# اووه هونمایر
اووه هونمایر (انگلیسی: Uwe Hünemeier؛ زادهٔ ۹ ژانویهٔ ۱۹۸۶) بازیکن فوتبال اهل آلمان است.
از باشگاه‌هایی که در آن بازی کرده‌است می‌توان به باشگاه فوتبال پادربورن، باشگاه فوتبال انرژی کوتبوس، باشگاه فوتبال بروسیا دورتموند، و باشگاه فوتبال برایتون اند هوو آلبیون اشاره کرد.
وی همچنین در تیم ملی فوتبال جوانان آلمان بازی کرده‌است.